# Uscana lariophaga
Uscana lariophaga är en stekelart som beskrevs av Wallace A. Steffan 1954. Uscana lariophaga ingår i släktet Uscana och familjen hårstrimsteklar.
Artens utbredningsområde är:
- Egypten.
- Mali.
- Niger.
- Sudan.

Inga underarter finns listade i Catalogue of Life.